# 白豆厚唇螺
白豆厚唇螺（学名：Ringiculina doliaris），是头楯目厚唇螺科厚唇螺属的一种。主要分布于韩国、中国大陆、台湾，常栖息在浅海沙底。